# 杜集“五七”干校
杜集“五七”干校，位于安徽省合肥市长丰县杜集镇，建于1968年，是合肥地区唯一的五七干校。2013年被列为第五批合肥市文物保护单位，也是目前长丰县唯一的市级文物保护单位。